# Давор
Давор (на хърватски: Davor) е село и община в Бродско-посавска жупания, Хърватия. Общината включва две населени места - Давор и Орубица. Разположена е на около 40 км западно от град Славонски брод, Хърватия и на левия бряг на река Сава, срещу град Сърбац, Босна и Херцеговина.
Според преброяването от 2011 г. има 3015 жители, 99,7 % от които хървати.